# Zastava M07
El Zastava M07 es un moderno fusil de francotirador desarrollado y fabricado por Zastava Arms.

## Descripción
El diseño del Zastava M07 está basado en el cerrojo del Mauser 98, con un cañón de acero al cromo-vanadio. El fusil es alimentado desde un cargador extraíble recto, con capacidad de 5 cartuchos.